# József Egry
Dans le nom hongrois Egry József, le nom de famille précède le prénom, mais cet article utilise l’ordre habituel en français József Egry, où le prénom précède le nom.
József Egry, né le 15 mars 1883 à Zalaújlak – mort le 19 juin 1951 à Badacsonytomaj, est un peintre hongrois. Il a été l’élève de Janos Korcsek, Károly Ferenczy et Pál Szinyei Merse,,.